# 히마와리 (이이즈카 마유미의 음반)
해바라기는 이이즈카 마유미의 5번째 음반 및 거기에 수록된 곡이다. 2001년 7월 25일、도쿠마 저팬 커뮤니케이션즈에서 발매.

## 해설
- 이이즈카 마유미의 5번째 앨범. 도쿠마 저팬 커뮤니케이션즈로 이적하고 나서 첫 앨범이다.
- 초회한정판은 특별 패키지 사양이다.
- 「작은 나로부터」의 작사는 이이즈카 마유미를 포함한 2명의 합작.「MELODY」、「사랑의 힘」、「흐린 뒤 맑음」、「해바라기」의 작사는 이이즈카 마유미가 맡았다. 작곡、편곡 및 다른 노래의 작사는 다른 사람이 맡았다.
- 10번째 트랙에는 수록곡「작은 나로부터」가 끝나고 나서 1분 정도 후,「해바라기」의 보너스트랙이 있다.

## 수록곡
（　）안은 차례대로 작사, 작곡, 편곡.
1. MELODY（이이즈카 마유미, 오츠 미키、가토 미치아키）
2. 사랑의 힘/アイのチカラ（이이즈카 마유미、CHiBUN、CHiBUN）
3. 흐린 뒤 맑음/くもりのちはれ（이이즈카 마유미、이즈미카와 소라、가토 미치아키）
4. 해바라기/ひまわり（이이즈카 마유미、아사다 신이치、가토 미치아키）
5. 당신이 있다면/あなたがいれば（이즈미카와 소라、이즈미카와 소라、나카야마 츠토무）
6. 고마워/さんきゅっ (이즈미카와 소라、CHiBUN、CHiBUN）
7. 산들바람과 카페오레/そよ風とカフェオレ（이즈미카와 소라、이즈미카와 소라、나카야마 츠토무）
8. SWEETEST（카노 카오리、카노 카오리、CHiBUN）
9. A Place in the Sun ～햇빛이 비치는 곳～（하세가와 토모키、하세가와 토모키、하세가와 토모키）
10. 작은 나로부터/小さな私から（이이즈카 마유미・이즈미카와 소라、이즈미카와 소라、가토 미치아키）